# Der Freund
Pour plus de détails, voir Fiche technique et Distribution.
Der Freund est un film suisse réalisé par Micha Lewinsky, sorti en 2008.

## Synopsis
Emil, un homme timide, rencontre Larissa, une chanteuse populaire. Mais alors qu'ils commencent à se connaître, Larissa meurt brutalement. Emil décide alors de se faire passer pour son petit ami et tombe amoureux de Nora, la sœur de Larissa.

## Fiche technique
- Titre : Der Freund
- Réalisation : Micha Lewinsky
- Scénario : Micha Lewinsky
- Musique : Sophie Hunger et Marcel Vaid
- Photographie : Pierre Mennel
- Montage : Marina Wernli
- Production : Bernard Lang (producteur délégué)
- Société de production : Langfilm et Millimeter Film
- Pays :  Suisse
- Genre : Drame
- Durée : 87 minutes
- Dates de sortie : 
  -  Suisse : 17 janvier 2008

## Distribution
- Philippe Graber : Emil
- Johanna Bantzer : Nora
- Andrea Bürgin : Maria
- Michel Voïta : Jean-Michel
- Therese Affolter : la mère d'Emil
- Sophie Hunger : Larissa

## Distinctions
Le film a été nommé pour quatre prix du cinéma suisse et en a reçu deux : meilleur film et meilleur espoir pour Philippe Graber. Il a également été choisi pour représenté la Suisse pour l'Oscar du meilleur film international, mais n'a pas été nommé.